# The Evening of My Best Day
The Evening of My Best Day è un album in studio della cantante statunitense Rickie Lee Jones, pubblicato nel 2003.

## Tracce
1. Ugly Man – 4:20
2. Second Chance – 4:53
3. Bitchenostrophy – 4:38
4. Little Mysteries – 5:01
5. Lap Dog – 3:58
6. Tell Somebody (Repeal the Patriot Act) – 4:04
7. Sailor Song – 5:00
8. A Tree on Allenford – 5:13
9. It Takes You There – 5:17
10. Mink Coat at the Bus Stop – 4:50
11. The Evening of My Best Day – 4:15
12. A Face in the Crowd – 3:43

## Formazione
- Rickie Lee Jones – voce, chitarra, piano, tastiera, sitar (traccia 4), percussioni (4–6, 8), dulcimer inclinato (5)
- Neil Larsen – piano (1, 6), organo (2, 6), piano elettrico (3), tastiera (4)
- Bill Frisell – chitarra elettrica (1, 3)
- Tony Scherr – contrabbasso (1, 3)
- Kenny Wollesen – batteria, percussioni (1, 3)
- David Kalish – chitarra (2, 4, 6, 10), dobro (5, 6, 8, 9)
- Mike Elizondo – basso (2, 5, 12)
- James Gadson – batteria (2, 5, 6, 10)
- Alex Acuña – percussioni (2, 9)
- Sal Bernardi – armonica (4, 8), chitarra elettrica (11)
- DJ Bonebrake – vibrafono (4)
- René Camacho – basso (4, 7, 8, 10)
- Cougar Estrada – batteria (4, 7)
- David Hidalgo – chitarra acustica (7)
- John Doan – harp guitar (7)
- Craig Eastman – mandolino, violino (7)
- Nels Cline – chitarra elettrica, slide guitar (9)
- Martin Tillman – violoncello (9, 11)
- Mike Watt – basso (9)
- Pete Thomas – batteria (9)
- Greg Phillinganes – piano (10), organo (10, 11)
- Christopher Joyner – piano elettrico Wurlitzer (10)
- Rob Wasserman – basso (10)
- Philip Cordaro – chitarra acustica (11)
- Mario Calire – batteria (12)
- Eric Benét – voce (1, 2),
- Grant Lee Phillips – voce (3, 8, 9)
- Ben Harper & the Innocent Criminals – voce (4)
- Syd Straw – voce (5, 9)
- James Gadson – voce (6)
- Greg Phillinganes – voce (6)
- Sal Bernardi – voce (8)
- Cindy Wasserman – voce (8)
- Dan Higgins – sassofono tenore (1, 2, 4), flauto (2, 3)
- Jeff Dellisanti – sassofono (2, 4, 9), clarinetto basso (8)
- Gary Grant – tromba (1, 2, 4)
- Jerry Hey – tromba, flicorno (1)
- Bill Reichenbach Jr. – trombone (1)
- Phil Feather – corno inglese (8)